# Carolina de Hesse-Rotenburg
Carolina de Hesse-Rheinfels-Rotenburg (Hesse, 18 de agosto de 1714 - París, 14 de junio de 1741) fue la segunda esposa del príncipe francés Luis Enrique de Borbón-Condé.

## Primeros años
Carolina Carlota de Hesse-Rotenburg nació en Hesse, Alemania, como la octava hija del landgrave Ernesto Leopoldo de Hesse-Rotenburg y de su esposa la condesa Leonor de Löwenstein-Wertheim. Sus padres había tenido un total de diez hijos, de los cuales siete alcanzaron la edad adulta.
Su hermana mayor Polixena Cristina sería la futura reina de Cerdeña al casarse con el rey Carlos Manuel III de Cerdeña y su otra hermana Cristina, se casó con el príncipe Luis Víctor de Saboya-Carignano y fue madre de María Teresa de Saboya-Carignano, más conocida como la Princesa de Lamballe.

## Matrimonio e hijos
El 24 de julio de 1728 se casó por poderes con el príncipe y primer ministro de Francia, Luis Enrique de Borbón-Condé (1692-1740), hijo de Luis III de Borbón-Condé y de Luisa Francisca de Borbón (hija legítimada del rey Luis XIV). Viudo y sin hijos, Luis Enrique había considerado volver a casarse desde hacía algún tiempo, teniendo como primera opción a la princesa polaca María Leszczynska, hija del destronado rey de Polonia, Estanislao I Leszczynski. Pero finalmente se decidió que la princesa se casaría con el joven rey Luis XV. Al no poder casarse con María, la elección recayó en la joven Carolina de Hesse-Rotenburg -que en ese momento contaba con 14 años- hermana de la Reina de Cerdeña.
En el momento de su segundo matrimonio, Luis Enrique había perdido la visión en un ojo y también su atractiva estatura y esbeltez que lo había hecho famoso en su juventud. Carolina también había sido incluida en la lista de posibles esposas para Luis XV, pero fue retirada debido a la baja fertilidad de su familia. Luis Enrique era un esposo celoso y protector, quién siempre mantenía un ojo sobre ella para que no le fuera infiel. 
Cuando su marido fue desterrado en 1725, la duquesa se vio obligada a retirarse junto él al Palacio de Chantilly hasta que les permitió volver a la corte real en 1730. La pareja tuvo un hijo después de ocho años de matrimonio:
- Luis José de Borbón-Condé (1736-1818), futuro Príncipe de Condé. Casado con Carlota de Rohan, tuvo descendencia.

## Muerte
Carolina murió en París el 14 de junio de 1741 un año después que su esposo y cuando su hijo tenía solo cinco años.
| Predecesor: Luisa Francisca de Borbón | Princesa de Condé 1728 -1740 | Sucesor: Carlota de Rohan |